# École de l'Air
L'École de l'Air, també anomenada EA, és una grande école d'enginyeria de França fundada en 1933. Està situada a Selon, França: Base aérienne 701. És una acadèmia militar. S'entrena en les ocupacions pilot de combat, enginyer i tècnic.
L’École de l'Air és un establiment públic d'ensenyament superior i recerca tècnica.
L'Escola lliura 
- el diploma d'enginyer de École de l'Air (Màster EA) ;
- el diploma Mastère spécialisé (en associació amb lÉcole nationale de l'aviation civile i lInstitut Supérieur de l'Aéronautique et de l'Espace);[2]
- Un MOOC en defensa aèria.[3][4]

## Alumnes famosos
- Sébastien Batlle, militar rossellonès, general de l'exèrcit de l'aire francès.
- Jean-Loup Chrétien, astronauta i pilot de proves francès del CNES.[5]